# Herczeg Ferenc-díj (irodalmi)
A Herczeg Ferenc-díj 2019-ben alapított kormányzati irodalmi díj. Nem tévesztendő össze a közmédia által alapított, a saját közéleti műsorainak újságíróit elismerő, azonos nevű díjával.

## Odaítélése
A díjat Kásler Miklós, az emberi erőforrások minisztere saját hatáskörében alapította 2019-ben. A díj Herczeg Ferenc szellemi és irodalmi örökségét méltóképpen képviselő kiemelkedő fikciós vagy dokumentarista jellegű történeti irodalmi – történetírói, történelmi regény vagy történelmi dráma írói – teljesítmény elismerése. A díjat évente két személy részére ítélik oda. A díjazottakat kiválasztó kuratórium 2019-ben négy évre kinevezett tagjai: Takaró Mihály, Dörner György és Raffay Ernő.

## Díjazottak
- 2025: Bencze Mihály, Pósa Zoltán[3]
- 2024: Balogh Elemér, Pataki Tamás[4]
- 2023: Dr. Toót-Holló Tamás, Reisinger Attila[5]
- 2022: Deák-Sárosi László, Mandics György[6]
- 2021: Havasi János, Orbán János Dénes
- 2020: Rónaszegi Miklós[7]
- 2019: Bán Mór, Kocsis István, Szalay Károly[8]